# 日本農業技術検定
日本農業技術検定は、日本農業技術検定協会（事務局：全国農業会議所）が実施している、農業を学ぶ学生や農業を仕事にしたい人のための検定。
「農検」「農業検定」として略されることもあるが、日本農業検定とは異なる。

## 対象
農業高校、農業大学校、農学系の大学などで学ぶ学生・生徒や、就農準備校で学ぶ人たち、農業法人で新規就農や独立就農を目指す研修生、農業後継者など。

## 各等級の出題分野と主な対象
| 検定級 | 試験方法   | 出題科目                                                 | レベル                                   |
| ------ | ---------- | -------------------------------------------------------- | ---------------------------------------- |
| 3級    | 学科試験   | 農業基礎、栽培・畜産・食品・環境（造園・農業土木・林業） | 農作業の意味が理解できる                 |
| 2級    | 学科・実技 | 農業一般、作物・野菜、花き・果樹・畜産・食品             | 農作物の栽培管理等が可能な基本レベル     |
| 1級    | 学科・実技 | 農業一般、作物・野菜、花き・果樹・畜産・食品             | 高度な知識・技術を習得している実践レベル |

## テスト形式
- 試験はマークシートでの択一選択形式で実施される。

## 実施日と受験方法
2015年度は7月18日（土）、12月12日（土）に学科試験を全国の会場で実施する。申込方法は、インターネットによる申込みが基本。
2級実技試験は、11月7日（土）に鯉淵学園　農業栄養専門学校農場で実施。農業経験や農業関係学校在学・卒業の場合は、免除手続きも可能。
1級実技試験は、1級の学科試験合格者であり、2年間以上の就農経験を有する者、または検定協会が定める事項に適合する者（JAの営農指導員、普及指導員、大学・高校等の技術職員の実務経験も就農経験と同等とみなす。農学系学生は、農場実習の4単位（インターンシップを含む）を取得し、全国大学付属農場協議会が認定した者を対象とする。試験方法は、要素問題によるペーパーテストで、基礎的確認事項と専門選択分野における実践的知識・経験を問う論述式。